# حمار بري صومالي
الحمار البري الصومالي هو نوع من الحمر البرية الإفريقية يوجد في الصومال ومنطقة جنوب البحر الأحمر في إريتريا وولاية عفر في إثيوبيا. يتميز هذا الحمار بأرجله المخططة المشابهة لأرجل الحمار الوحشي وهو مدرج علي القائمة الحمراء للأنواع المهددة بالانقراض.

## التوزيع والموئل
هناك على الأرجح أقل من 1000 حيوان (أو حتى 700) في البرية، يعيش بضع مئات من الحمير في الصومال، ومنطقة جنوب البحر الأحمر في إريتريا وولاية عفار في إثيوبيا.

## السلوك
تعيش الحمير البرية الصومالية ضمن مجتمع يعتمد على نمط الانشطار والاندماج بسبب لشح الموارد في موطنها. غالبًا ما يعيش البالغون بمفردهم إلا أنهم يشكلون أحيانًا قطعانًا صغيرة من الإناث وصغارها. قد تشكل هذه الحمير قطعان مؤقتة كبيرة الحجم في المناطق غزيرة الموارد. مناطق نفوذ الفحل قد تصل إلى تسعة أميال مربعة ويترك الفحل أكوام من الروث لتدله على تذكر حدود منطقته.

## الأسر

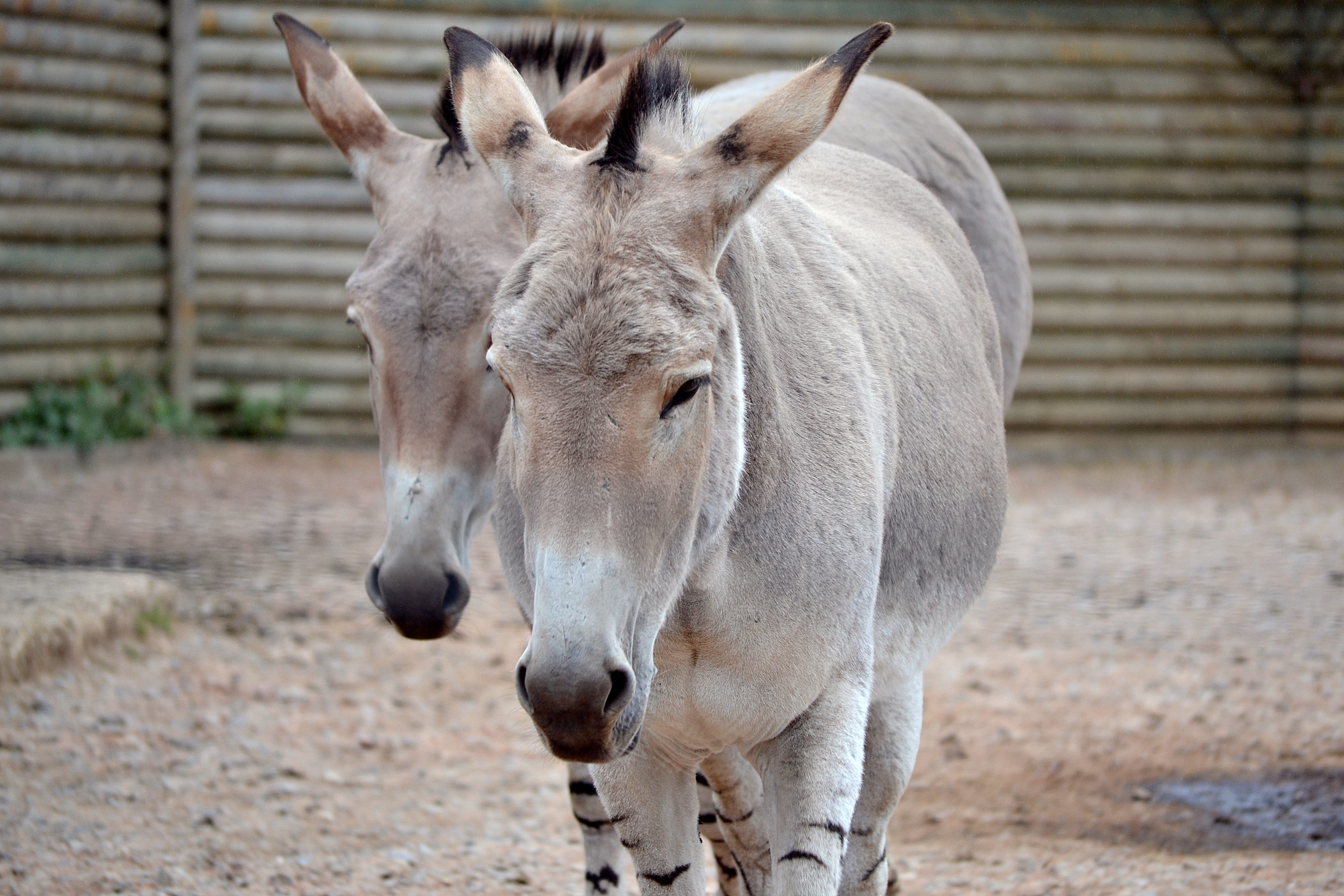
حماران في حديقة حيوان مارويل

هناك حوالي 200 حمار في الأسر حول العالم اعتبارًا من 2019، يعيشون في 34 حديقة حيوان.

### حديقة حيوان بازل
حديقة حيوان بازل في سويسرا هي حديقة رائدة في تربية الحمار البري الصومالي ودير برنامج التربية الأوروبي لهذا النوع وتنسق البرنامج الأوروبي للأنواع المهددة بالانقراض وتشرف على لجنة الأنواع العالمية للحمار البري الصومالي منذ عام 2004.
بدأت حديقة حيوان بازل في تربية الحمير البرية الصومالية في عام 1970 ولدت أول حمار في عام 1972. ومنذ ذلك الحين وُلد 11 فحلًا و24 أنثى (اعتبارًا من عام 2009). كان هناك أربعة حمير صومالية برية في حديقة حيوان بازل اعتبارًا من 18 يناير 2012.

### فرنسا
يوجد في محمية سيجين الأفريقية في جنوب فرنسا عدد من الحمير البرية الصومالية منذ عام 1987. وتلد هذه الحمير بانتظام أخرها ولادتان في 30 يونيو 2010 و29 مارس 2013.

### الولايات المتحدة
توجد خمس حدائق حيوانات فقط في الولايات المتحدة فيهت حمار بري صومالية وهي: حديقة حيوان دالاس وحديقة حيوان سانت لويس، حديقة حيوان سان دييغو وحديقة حيوان ميامي وووايت أوك كونسيرفيشن في يولي في فلوريدا، مُنحت ووايت أوك كونسيرفيشن قطيعًا في عام 2008 كجزء من جهد دولي لإنقاذ الحمار البري الصومالي من الانقراض، أنجب هذ القطيع 20 مهرًا منها العديد من المواليد في ربيع 2013.
ولد في حديقة حيوان دالاس مهرتين واحدة من مواليد 9 يوليو والأخرى في 19 يوليو 2017، كانت آخر ولادة لهم في الولايات المتحدة كانت في حديقة حيوان سانت لويس في 30 يوليو 2019.
يوجد في حديقة حيوان سان دييغو إحدى عشر حمار بريا صوماليًا وهو أكبر عدد منها في أمريكا الشمالية، استقبلت الحديقة قطيعها الأول من حديقة حيوان بازل في عام 1981 وُلد أول مهر لهم في عام 1986. من وقتها وُلد 49 مهرًا آخرها أنثى ولدت في 17 مارس 2018، تعمل حديقة حيوان سان دييغو العالمية أيضًا المساعدة في إنقاذ هذه الأنواع المهددة بالانقراض في البرية.

## البرية
أحصى مشروع الحفاظ على البيئة (المدعوم من حديقة حيوان بازل) وجود 47 حمارًا بريًا صوماليًا تعيش في الجبال الواقعة بين شبه جزيرة بوري ومنخفض دلول قبل عام 2014. تقع هذه المنطقة في منخفض داناكيل الأكبر بالقرب من الحدود بين إريتريا وإثيوبيا.